# 索洛沃斯特魯鄉 (穆列什縣)
46°46′N 24°46′E / 46.767°N 24.767°E
索洛沃斯特魯鄉（羅馬尼亞語：Comuna Solovăstru, Mureș），是羅馬尼亞的鄉份，位於該國中部，由穆列什縣負責管轄，面積30平方公里，海拔高度386米，2007年人口2,951，人口密度每平方公里99人。